# اتصال ما الزائدة ببعض حروف الجر
تتصل (ما) الزائدة بخمسة حروف جر، هي: (من)، و(عن)، و(الباء)، و(رُب)، و(الكاف).

## القاعدة
1. تأتي (ما) زائدةً بعد (من)، و(عن)، و(الباء) فلا تكفهنَّ عن العمل، بل يبقى الاسم بعدهنَّ مجرورًا.
2. تأتي (ما) زائدةً بعد (رُبَّ)، و(الكاف) فتكفها عن العمل، فتدخل حينئذٍ عن الجمل الاسمية والفعلية.
3. يجوز أن تأتي (ما) زائدةً بعد (رُبَّ)، و(الكاف) فلا تكفهما عن العمل، ولكنه قليل في كلام العرب.

## الأمثلة

### المجموعة الأولى
- ﴿مِمَّا خَطِيئَاتِهِمْ أُغْرِقُوا فَأُدْخِلُوا نَارًا﴾ [نوح:25]
- ﴿عَمَّا قَلِيلٍ لَيُصْبِحُنَّ نَادِمِينَ ۝٤٠﴾ [المؤمنون:40]
- ﴿فَبِمَا رَحْمَةٍ مِنَ اللَّهِ لِنْتَ لَهُمْ﴾ [آل عمران:159]

لاحظ أن في هذه المجموعة، تجد أن (ما) الزائدة جاءت بعد حروف الجر التي هي: من وعن، والباء. فلم تكفَّها عن العمل، بل جاء الاسم بعد هذه الحروف الثلاثة مجرورًا. فمعنى ﴿مِمَّا خَطِيئَاتِهِمْ﴾ أي من خطيئاتهم، ومعنى ﴿عَمَّا قَلِيلٍ﴾ أي عن قليلٍ، ومعنى ﴿فَبِمَا رَحْمَةٍ﴾ أي فبرحمةٍ. فـ(ما) في هذه الآيات غير كافة عن العمل وما بعدها مجرور بحرف الجر قبلها.

### المجموعة الثانية
- ﴿رُبَمَا يَوَدُّ الَّذِينَ كَفَرُوا لَوْ كَانُوا مُسْلِمِينَ ۝٢﴾ [الحجر:2]
- قال الشاعر في فضل المسارعة في بعض الأحيان:

- رُبما المطرُ ينزل
- كما الناس ذكر وأنثى

في المجموعة الثانية تجد (ما) الزائدة قد كفت (رُب) و(الكاف) عن العمل، فلم تجر، وزال اختصاصها بالاسم المفرد، فدخلت على الجملة الفعلية كما في الآية الكريمة والبيت الشعري، والجملة الاسمية كما في المثال الأخير.

### المجموعة الثالثة
- قال الشاعر[من ]وننصر مولانا ونعلم أنهكما الناسِ مجرومٌ عليه وجارمُ
- قال الشاعر[من ]ماوىَّ يا ربتما غارةٍشعواءَ كاللذعةِ بالميسَمِ

يجوز أن تأتي ما زائدةً غير كافة بعد (رُب) و(الكاف)، ولكنه قليل في كلام العرب.